# あいうえお天気目玉焼
あいうえお天気目玉焼（てんきめだまやき）は、1990年（平成2年）4月から1998年（平成10年）9月まで福島放送（KFB）で放送していた土曜日朝に放送されていたローカル情報番組。
この項では、1991年（平成3年）4月から放送していたあいうえお天気目玉焼Lサイズ（てんきめだまやきえるさいず）についても、記述する。

## 概要
1986年7月から放送していた「小玉みい子の朝はいきいき!」の後番組として1990年4月7日。に開始。当初は7:30からの30分番組だったが、1991年4月6日からは放送時間を7:00からの1時間に拡大し、タイトルの後に「Lサイズ」とついた。
1998年9月26日で終了。なお、自主制作の土曜朝の情報番組は約14年後の2012年4月に、『ドミソラ』（2016年4月からは『ドミソラ2』）として再開。1年後の2013年4月には、目玉焼同様に1時間に拡大されている。
2016年10月9日正午に放送された特別番組『開局35周年 KFBまつり』内では、「思い出番組」の1つとして放映された。
2021年12月には開局40周年記念番組として1日限りで復活。放送時点で平日夕方に放送されていたワイド番組『シェア!』の出演アナウンサー陣と既に別部署へ異動しアナウンサーの一線からは退いていた寺尾・池田が出演した。羽藤はリモート取材のVTRで、山形に在住している鹿野は取材VTRでそれぞれ久々にテレビ出演を果たした。

## 出演者

### MC
| 担当期間 | 担当期間      | メイン       | アシスタント | お天気    |
| --- | ------------- | ------------ | ------------ | --------- |
| 1990年4月7日 | 1995年3月25日 | 羽藤淳子1・2 | 寺尾克彦     | 鹿野浩司3 |
| 1995年4月1日 | 1997年3月29日 | 羽藤淳子1・2 | 池田速人     | 鹿野浩司3 |
| 1997年4月5日 | 1998年9月26日 | 奥山美香     | 池田速人     | 鹿野浩司3 |
| - 1 フリー（元・NHK福島放送局契約キャスター）。『小玉みい子の朝はいきいき!』より続投。 - 2『ふくしまスーパーJチャンネル』担当のため降板。 - 3 当時の日本気象協会職員。 |               |              |              |           |

### リポーター
- 宮田真弓（1990年4月 - 1993年3月）
- 奥山美香・平方恭子（1993年4月 - 1995年3月） - 隔週担当
- 五十嵐あき
- 遠藤公重

## 主なコーナー
- お天気スクランブル→目玉焼通信 - 視聴者からハガキで天気予報の依頼を元に鹿野が解説。番組で使用された等圧線は、事前に鹿野自身が引いていた。
- お天気名人 - 羽藤が各地の名人に電話を掛けて、その地の言い伝えをもとに翌日のお天気を予想してもらう。
- ゴイシが行く - 初代キャラクターのぬいぐるみの「ゴイシくん」が、県内をかけまわる。
- 福島お宝珍道中 - 池田が訪問した町の人の物を物々交換して県内各地を進むもの。
- ロマンティックレールトレイン - 福島県内の鉄道の駅を巡るというもの。
- 名探偵ポアン - 視聴者から寄せられた福島県内各地の謎を解くというもの。
- 目玉焼体操 - 最終回では、完成したばかりのKFB新館の玄関前にて行った。

## その他
- 1991年10月5日の福島放送開局10周年記念スペシャルで、お天気カメラによる「日本列島早朝カメラリレー」が行われた。北海道テレビ放送－青森朝日放送－新潟テレビ21－静岡けんみんテレビ（現：静岡朝日テレビ）－鹿児島放送の5局だけの物だったが、静岡のお天気カメラには寺尾（静岡市出身）の父親がうっすらと登場し、寺尾を感激させていた。
- 番組終了まで一貫して「お天気博士」を務めた鹿野に1998年4月1日、「特別賞」として福島放送から感謝状と金一封が贈られた[4]。

## テーマ曲

### オープニング
- 初代：マラヴォワ『スポール・ナショナル』
- 2代目：ザ・ビートルズ『MAGICAL MYSTERY TOUR』
  - 池田が出演していた『ふくしまスーパーJチャンネル』内のコーナー『速人の行っちゃいます!』のテーマ曲において、2017年4月から2019年8月22日まで使用された。

### エンディング
- エンディング曲として県内のアマチュアバンド「T．I．P」の「大好きな日曜日の前の日の朝」があった。